# Stenotarsus arrowi
Stenotarsus arrowi is een keversoort uit de familie zwamkevers (Endomychidae). De wetenschappelijke naam van de soort werd in 1934 gepubliceerd door Mader.